# Pseudomerodontina jayaraji
Pseudomerodontina jayaraji là một loài ruồi trong họ Asilidae. Pseudomerodontina jayaraji được Joseph & Parui miêu tả năm 1997. Loài này phân bố ở miền Ấn Độ - Mã Lai.